# Jazyky Španělska

Tradičně používané jazyky v jednotlivých obcích Španělska: španělština je vyznačena žlutozeleně, katalánština oranžově, galicijština a portugalština modře, asturština (a asturoleonské dialekty) zeleně, baskičtina šedě, aranéština červeně a aragonština béžově.

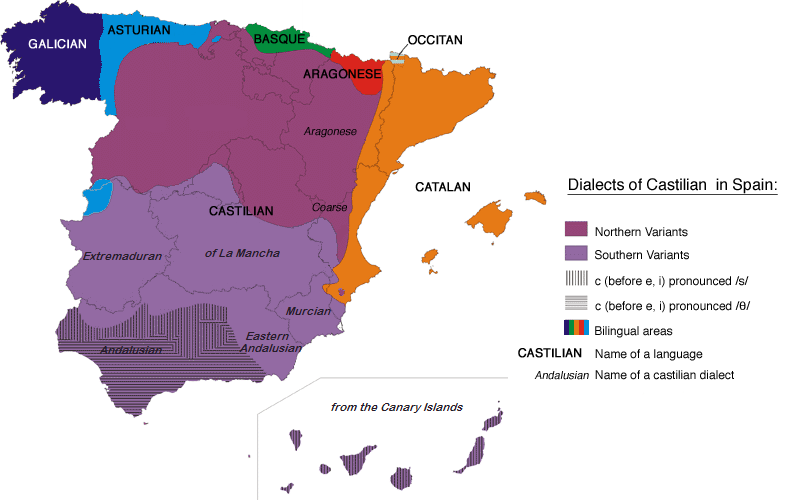
Mapa dialektů španělštiny ve Španělsku, a ostatních jazyků Španělska

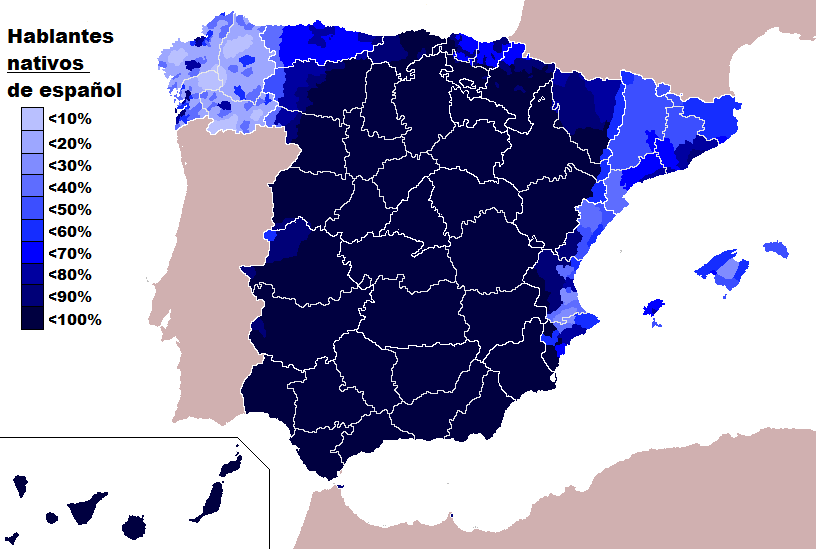
Mapa Španělska ukazující podíl rodilých mluvčích španělštiny v jeho jednotlivých částech

Španělsko je zemí, ve které se používá mnoho jazyků, z nichž většina patří do jazykové rodiny románských jazyků. Jednoznačně nejpoužívanějším jazykem je španělština, která je také jako jediným oficiálním jazykem na území celého Španělska. Mezi regionálně používané jazyky patří katalánština, galicijština, baskičtina, aranéština a celé řada dalších, méně používaných.

## Oficiální jazyky Španělska
Španělsko má 5 oficiálních jazyků. Španělštinu, katalánštinu, galicijštinu, baskičtinu a aranéštinu.

### Španělština
Španělština (španělsky español), ve Španělsku též někdy nazývaná kastilština (španělsky castellano) je nejpoužívanějším jazykem Španělska. Je to jediný jazyk, který je ve Španělsku oficiální celostátně. Podle španělské ústavy mají všichni občané Španělska povinnost španělštinu ovládat, a také mají právo, aby s nimi stát španělsky jednal. Španělština je druhým nejrozšířenějším jazykem světa podle počtu rodilých mluvčích, po mandarínské čínštině. Počet rodilých mluvčích přesahuje 485 miliónů. Kromě Španělska se používá především v Latinské Americe. Patří mezi románské jazyky, v rámci kterých se řadí mezi jazyky západorománské.

#### Nářečí Španělštiny

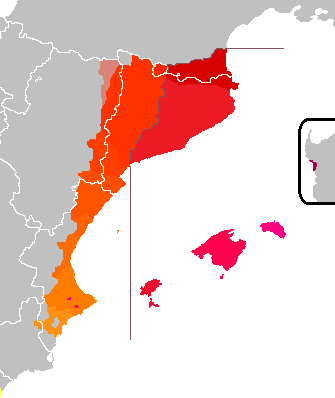
Mapa variant katalánštiny

Španělština má v rámci Španělska velké množství variant a nářečí. Nářečí se nejčastěji děli na severní a jižní skupinu, přičemž hranice mezi nimi probíhá zhruba v rovině Madridu. Do severní skupiny patří nářečí kastilské, leónské, kantabrijské a aragonské. Do jižní skupiny patří nářečí z La Manchy (manchego), extremadurské, murcijské, andaluské a kanárské. Především andaluské nářečí je velmi výrazné a v Andalusii existuje i hnutí, které se snaží uznat andaluštinu jakožto samostatný jazyk. Nářečí kanárské, používané na Kanárských ostrovech, je v mnoha ohledech bližší variantám španělštiny z Latinské Ameriky. V oblastech, kde se mluví regionálními jazyky (katalánština, galicijština aj.) existují lokální varianty španělštiny, které jsou ovlivněny právě těmito regionálními jazyky. Díky migrantům z Latinské Ameriky se lze ve Španělsku setkat i s variantami španělštiny z Latinské Ameriky.

### Katalánština
Katalánština je oficiálním jazykem Katalánska, Valencie a Baleárských ostrovů. Kromě těchto španělských regionů a několika dalších menších oblastí v rámci Španělska se katalánština používá i v Andoře a některých částech Francie a Itálie. Celkem má přes 4 miliony rodilých mluvčích, celkový počet mluvčích přesahuje 9 milionů. Patří mezi západorománské jazyky, stejně jako španělština, ale více než španělštině se podobá okcitánštině, jazyku jižní části Francie. V rámci západorománských jazyků se řadí ke gallo-románským jazykům.

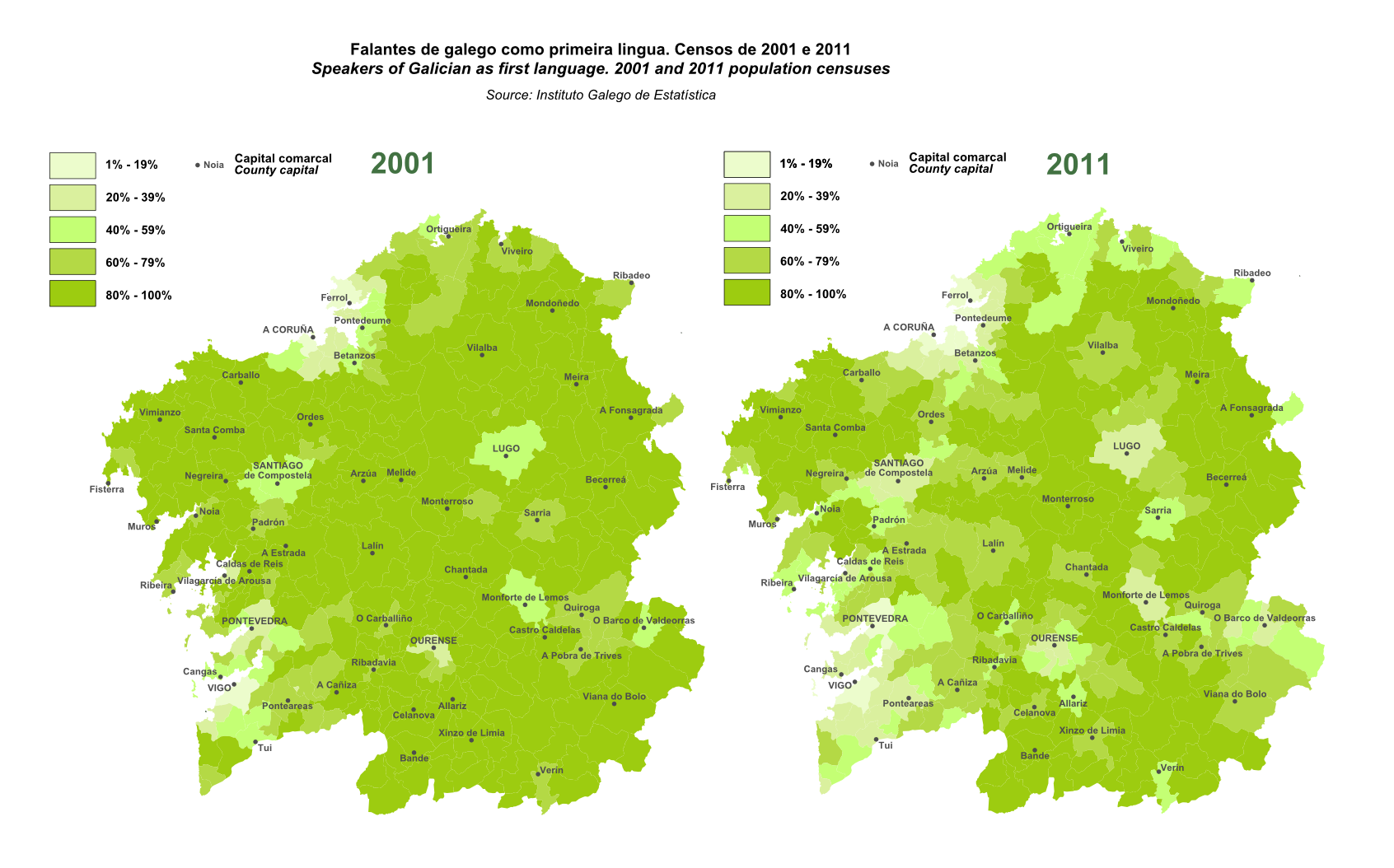
Mapa ukazující podíly mluvčích galicijštiny v jednotlivých obcích Galicie v letech 2001 a 2011

Ve Valencii se katalánština označuje jako valencijština.

### Galicijština
Galicijština je oficiálním jazykem v regionu Galicie. Galicijsky aktivně mluví zhruba polovina obyvatel Galicie, více na venkově než ve městech. Počet mluvčích se odhaduje na 2,4 milionu. Je poměrně blízká portugalštině, jižní dialekty galicijštiny jsou téměř totožné se severními dialekty portugalštiny. Patří mezi západorománské jazyky, v rámci kterých se řadí do skupiny galicijsko-portugalských jazyků.

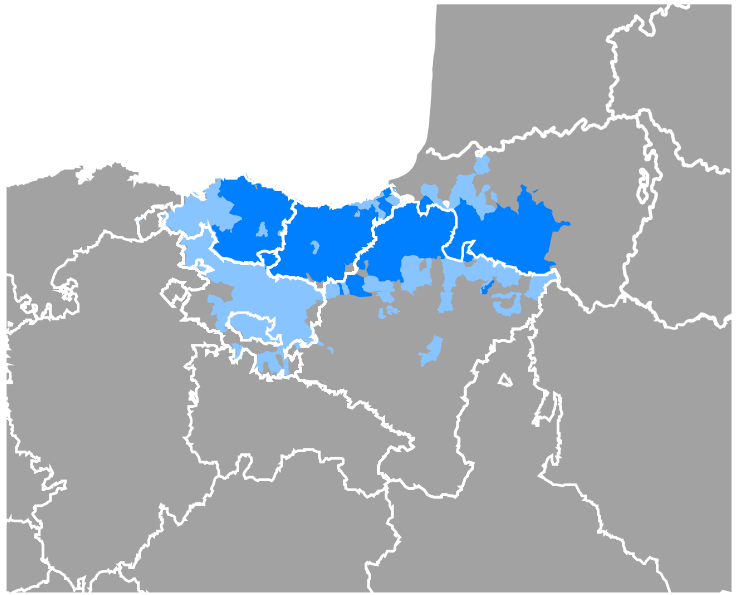
Mapa ukazující rozšíření baskičtiny v Baskicku. V tmavě modrých oblastech mluví baskicky více než 50% populace, ve světle modrých pak více než 10%.

### Baskičtina
Baskičtina je oficiálním jazykem v regionech Baskicko a Navarra. Používá se také ve Francii, v regionu přilehlém ke španělskému Baskicku. Počet mluvčích se odhaduje na 800 tisíc. Je to jazyk naprosto unikátní, neexistuje totiž žádný jiný jazyk, se kterým by baskičtina byla příbuzná, jedná se o jazyk izolovaný. Původ jazyka je dodnes neznámý.

### Aranéština
Aranéština je varianta okcitánštiny, která se používá v údolí Aran v Katalánsku, u francouzských hranic. Je podobná nářečím, kterými se mluví na francouzské straně hranice. V roce 2010 byla prohlášena za třetí úřední jazyk v Katalánsku. Počet mluvčích se odhaduje zhruba na 2600.

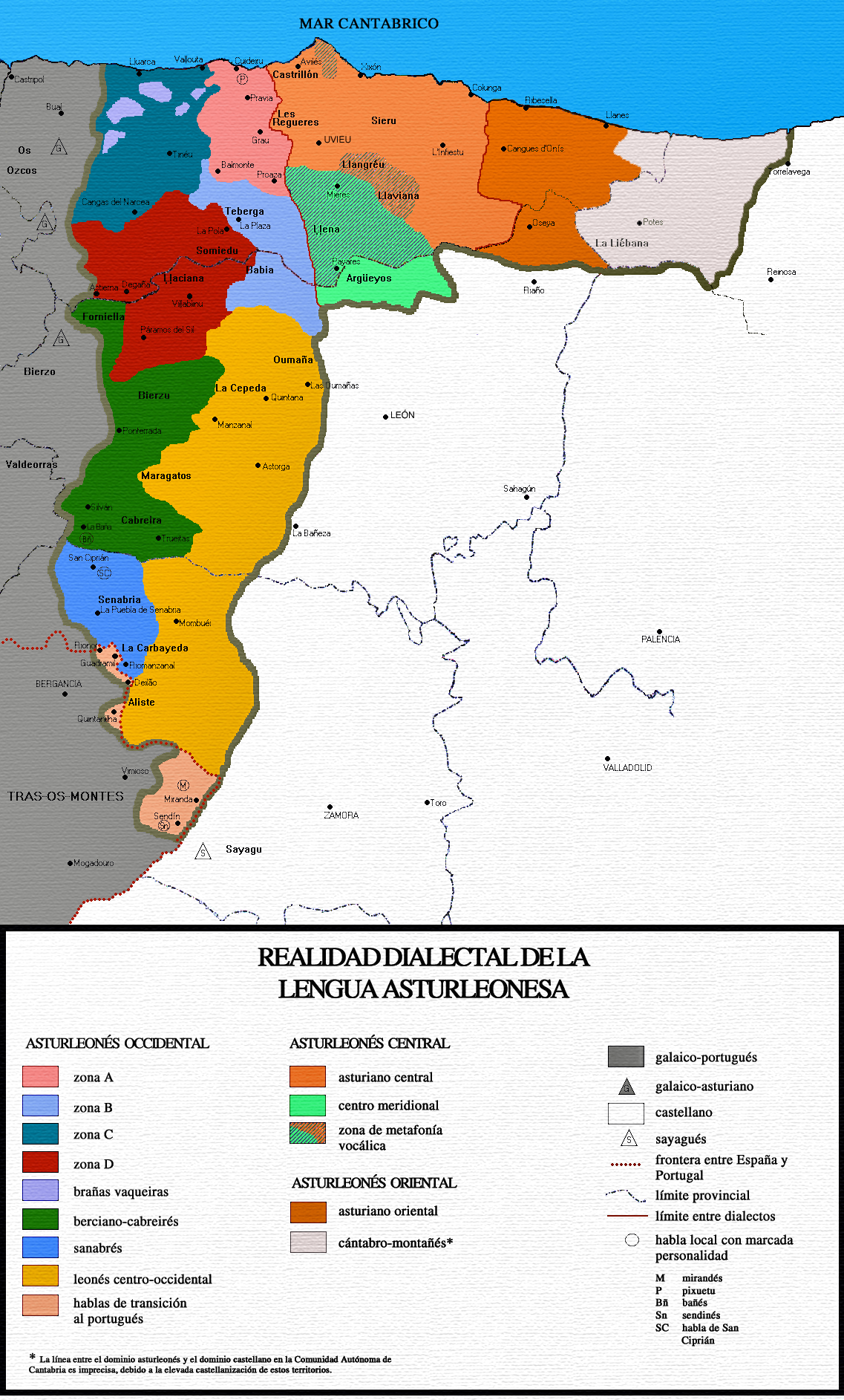
Mapa rozšíření asturoleonských dialektů

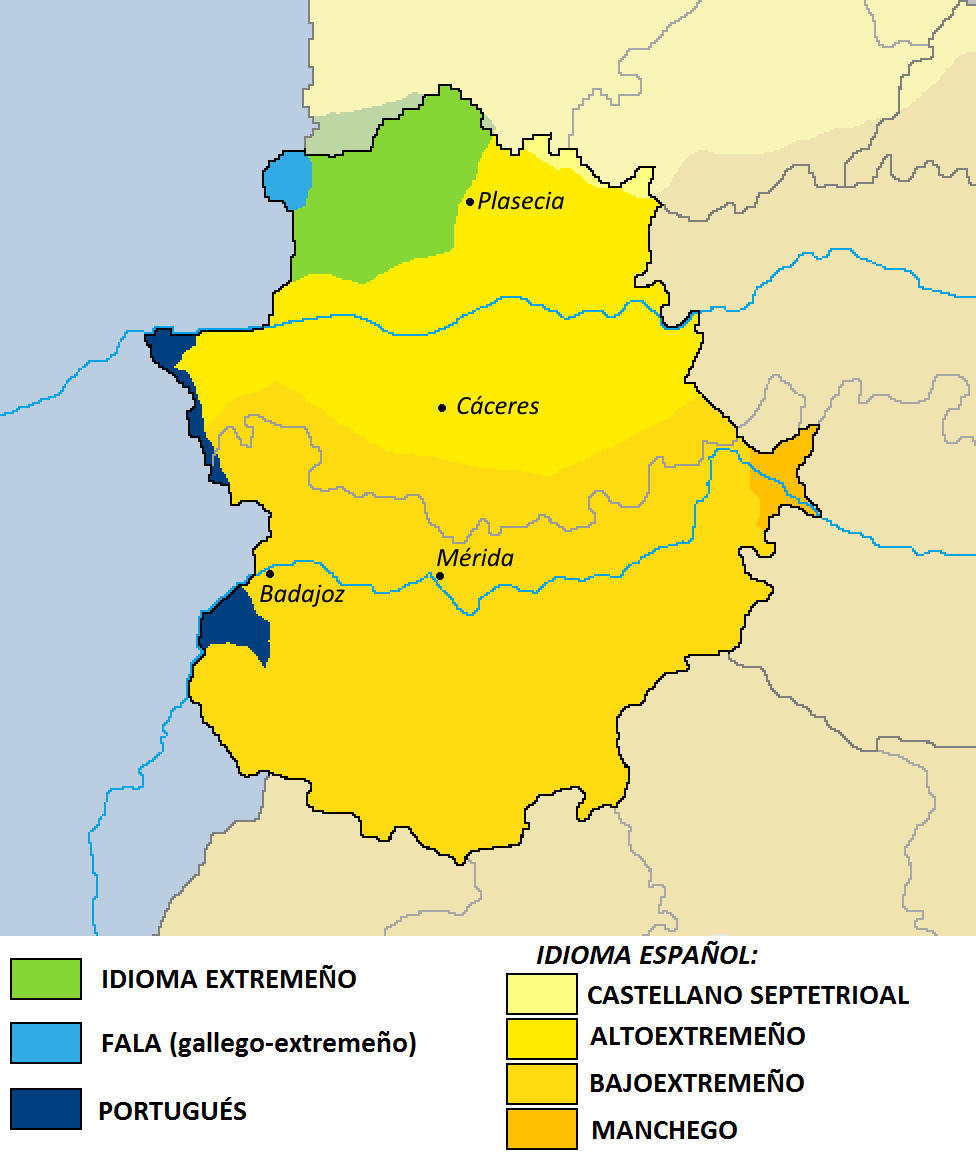
Mapa jazyků a dialektů Extremadury

## Další regionální a menšinové jazyky
Ve Španělsku se kromě oficiálních jazyků používá ještě celá řada dalších regionálních a menšinových jazyků. Přestože nemají oficiální status, některé z nich jsou státem částečně uznávány: některé z nich je možné vyučovat ve školách, v některých obcí jsou zavedeny dvojjazyčné názvy ulic aj.
- Asturoleonština je označení pro skupinu blízkých dialektů, které se někdy berou jako samostatné jazyky, používaných v severozápadní části Španělska (a také v portugalské oblasti Miranda do Douro, kde se používá mirandština). Asturoleonské dialekty jsou poměrně blízké standardní španělštině, ve srovnání s ostatními regionálními jazyky. Do asturoleonské skupiny se řadí:[12][14][15]
  - Asturština (bable), regionální jazyk v knížectví Asturie.
  - Leónština, regionální jazyk v severozápadní části Kastilie a León.
  - Extremadurština, regionální jazyk v severní části Extremadury. Často se pod pojem extremadurština zahrnují i ostatní varianty španělštiny používané v Extremaduře.
  - Kantabrijština (montañés), ne příliš rozšířený dialekt v horských oblastech Kantábrie.
- Aragonština, regionální jazyk v Aragonii. Nářečí kombinující katalánštinu a aragonštinu se nazývá aragonés benasqués.[16][17]
- Eonaviego, dialekt používaný na pomezí Asturie a Galicie, který spojuje prvky asturštiny a galicijštiny.[18]
- Fala, jazyk blízký galicijštině, používaný v extremadurském údolí Valle de Jálama.[19]
- Portugalština je také regionálním jazykem ve Španělsku: tradičně se používá v některých oblastech při portugalské hranici, například v okolí měst Olivenza a Táliga v Extremaduře. Používání portugalštiny je zde ale na ústupu.[20]
- Ve městě Ceuta na africkém pobřeží se používá marocká arabština.[21]
- Ve městě Melilla na africkém pobřeží se používá berberský jazyk tarifit.[22]
- Silbo gomero je hvízdací jazyk. Nejde o samostatný jazyk v pravém slova smyslu, ale o místní dialekt španělštiny, který se místo slov přenáší hvízdáním, které je slyšet na mnoho kilometrů. Silbo gomero dodnes používají zemědělci na kanárském ostrově La Gomera. Dříve podobné hvízdací jazyky existovaly i na ostatních Kanárských ostrovech.[23]
- Znakový jazyk. Existuje ve španělské i katalánské variantě.[24]
- Caló je jazyk španělských Romů. Jedná se o smíšený jazyk, kombinující romštinu (která se už ve Španělsku prakticky nepoužívá) a španělštinu, existují i varianty kombinující romštinu s portugalštinou, katalánštinou nebo galicijštinou. Erromintxela (baskické caló) je jazyk, který kombinuje romštinu a baskičtinu.[25][26]
- Quinqui, jazyk spojený se mercheros, kočovnou skupinou ve Španělsku, podobnou například středevropským Jenišům. Kombinuje v sobě prvky španělštiny, starého vězeňského argotu (germanía), caló i erromintxely.[27]
- Ladino, jazyk španělských Židů. Židé ovšem byli ze Španělska v 15. století vyhnáni, tudíž dnes je ve Španělsku mluvčích ladina jen velmi málo. Jazyk se ovšem zachoval v diaspoře, především v Izraeli. Severoafrická varianta ladina, která se používala mj. i ve městech Ceuta a Melilla se nazývá haketia.[28]

## Jazyky imigrantů ve Španělsku
Díky migraci se ve Španělsku objevují také další jazyky. Mezi nejčastější cizí jazyky lidí, kteří se do Španělska přistěhovali patří:

Animovaný obrázek ukazující historii jazyků používaných na Pyrenejském poloostrově

- Arabština
- Angličtina
- Italština
- Čínština
- Bulharština
- Ukrajinština
- Němčina
- Francouzština
- Portugalština
- Urdština
- Ruština
- Wolofština
- Hindština
- Polština
- Nizozemština
- Kečuánština

## Historie jazyků na území Španělska
Původní obyvatelé Pyrenejského poloostrova, Iberové, měli svůj vlastní jazyk. O tomto jazyce není příliš známo, podařilo se rozluštit staré iberské písmo, ovšem jazyk nikoliv. Je možné, že baskičtina vychází ze staré iberštiny. Kromě toho ve starověku na Pyrenejském ostrově žili i keltské kmeny (Gaelové, Lusitiánové), používající keltské jazyky. S rozvojem Kartága se v jižní části dnešního Španělska používala také punština, jazyk vycházející z féničtiny, patřící do afroasijské jazykové rodiny. Kolem roku 200 př. n. l. se do oblasti Pyrenejského ostrova začali dostávat Římané a dnešní území Španělska se stalo součástí Římské říše. S tím se do regionu dostala také latina, které postupně začala nahrazovat původní jazyky. V Galicii vymřel keltský jazyk okolo 1. století n. l, přibližně ve stejné době mizí i iberština, z původních jazyků se zachovala pouze baskičtina. Po pádu Římské říše se k moci na Pyrenejském ostrově dostal germánský kmen Vizigótů, který měl svůj jazyk, gótštinu. Přestože Vizigóti tehdy Španělsku vládli, tvořili jen velmi malý podíl obyvatelstva. Většina obyvatel stále mluvila latinsky, konkrétně vulgární latinou (lidovou formou latiny), ze které postupnými změnami začaly vznikat předchůdci současných jazyků Španělska. Po arabské invazi se většina poloostrova dostala pod islámskou nadvládu, přičemž v severní části poloostrova se udržela křesťanská království (Asturie, Kastilie a další). V muslimské části poloostrova postupně převážila arabština jakožto hlavní jazyk, dlouhou dobu se ale používala také mozarabština, jazyk vycházející z latiny, ovlivněný arabštinou a psaný arabským písmem. Na severu z místních nářečí vycházejících z latiny vznikly současné jazyky Španělska: v Galicii vznikla stará galicijština, ze které později vznikla i portugalština. Mezi Burgosem a pobřežím Atlantiku vznikla kastilština, dnešní španělština. V západní části vznikla katalánština, která má více společného s dialekty z jižní Francie. Spolu s reconquistou se tyto jazyky rozšiřovaly více na jih. V důsledku politických změn po reconquistě se hlavním jazykem stala katilština a ostatní jazyky se začaly dostávat do pozadí. Po připojení Kanárských ostrovů ke Španělsku postupně zmizela guančština, berberský jazyk používaný kmeny Guančů, a byla také nahrazena španělštinou.
V období diktatury Francisca Franca bylo zakázané používat na veřejnosti jiný jazyk než španělštinu a menšinové jazyky byly obecně velmi potlačované. Po pádu Francova režimu se ovšem používání menšinových jazyků opět povolilo a mnohé z nich se staly široce používanými.

## Srovnání jazyků Španělska
Článek 1 Všeobecné deklarace lidských práv v různých jazycích Španělska a český překlad:
- Španělsky: Todos los seres humanos nacen libres e iguales en dignidad y derechos y, dotados como están de razón y conciencia, deben comportarse fraternalmente los unos con los otros.
- Katalánsky: Tots els éssers humans neixen lliures i iguals en dignitat i en drets. Són dotats de raó i de consciència, i han de comportar-se fraternalment els uns amb els altres.
- Galicijsky: Tódolos seres humanos nacen libres e iguais en dignidade e dereitos e, dotados como están de razón e conciencia, díbense comportar fraternalmente uns cos outros.
- Baskicky: Gizon-emakume guztiak aske jaiotzen dira, duintasun eta eskubide berberak dituztela; eta ezaguera eta kontzientzia dutenez gero, elkarren artean senide legez jokatu beharra dute.
- Astursky: Tolos seres humanos nacen llibres y iguales en dignidá y drechos y, pola mor de la razón y la conciencia de so, han comportase hermaniblemente los unos colos otros.
- Česky: Všichni lidé rodí se svobodní a sobě rovní co do důstojnosti a práv. Jsou nadáni rozumem a svědomím a mají spolu jednat v duchu bratrství.